# Chance (film 2002)
Chance è un film del 2002, debutto alla regia di Amber Benson (conosciuta per il ruolo di Tara Maclay in Buffy l'ammazzavampiri). Amber Benson ha scritto, diretto e prodotto il film, che tra i suoi protagonisti ha parecchie costars di Amber nella serie, tra cui James Marsters, "Spike" in Buffy l'ammazzavampiri, lo scomparso Andy Hallett, "Lorne" in Angel ed Emma Caulfield, "Anya" in Buffy l'ammazzavampiri le cui scene sono state cancellate.
Secondo quanto documentato nel sito ufficiale del film, questo è venuto a costare tre volte quanto previsto. Amber Benson, che aveva inizialmente deciso di finanziare da sola il film, ha chiesto ai fan un aiuto economico: vendendo autografi e gadget ha raccolto il denario mancante.
La casa di produzione Benson Entertainment ha distribuito in DVD e VHS il film.